# UFC Fight Night: Brown vs. Silva
UFC Fight Night: Brown vs. Silva (también conocido como UFC Fight Night 40) fue un evento de artes marciales mixtas celebrado por Ultimate Fighting Championship el 10 de mayo de 2014 en el U.S. Bank Arena en Cincinnati, Ohio.

## Historia
El evento fue la segunda vez que la organización ha celebrado un evento en Cincinnati, después de UFC 77 en 2007.
Alexander Yakovlev y Yan Cabral fueron programados originalmente para enfrentarse en una pelea de peso wélter. Sin embargo, el 9 de abril, Yakovlev fue movido a la tarjeta de la final de TUF Brazil 3 sustituyendo a un lesionado Mike Pierce contra Demian Maia. Finalmente, Cabral se enfrentó a Zak Cummings en el evento.

## Premios extra
Cada peleador recibió un bono de $50,000.
- Pelea de la Noche: Matt Brown vs. Erick Silva
- Actuación de la Noche: Matt Brown y Johnny Eduardo